# Łapczyca

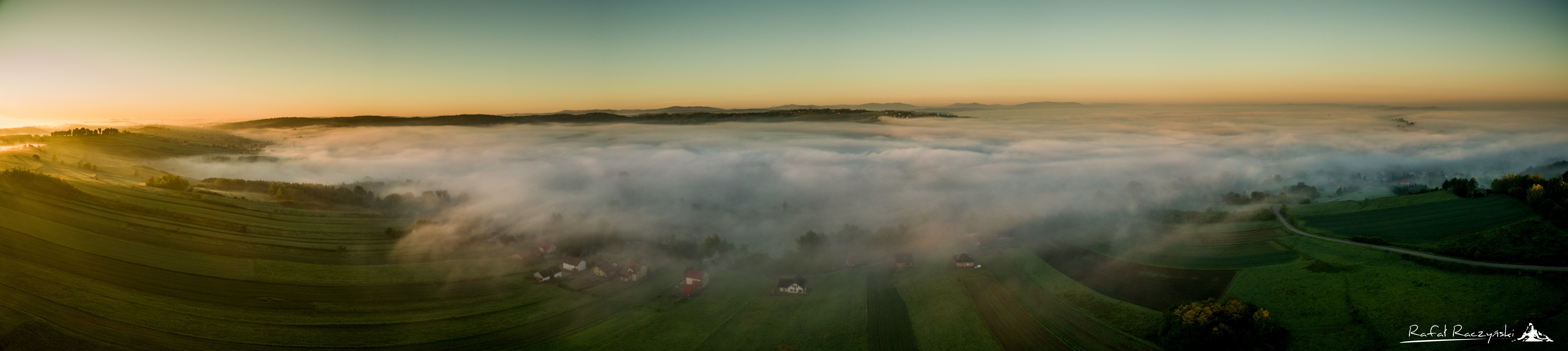

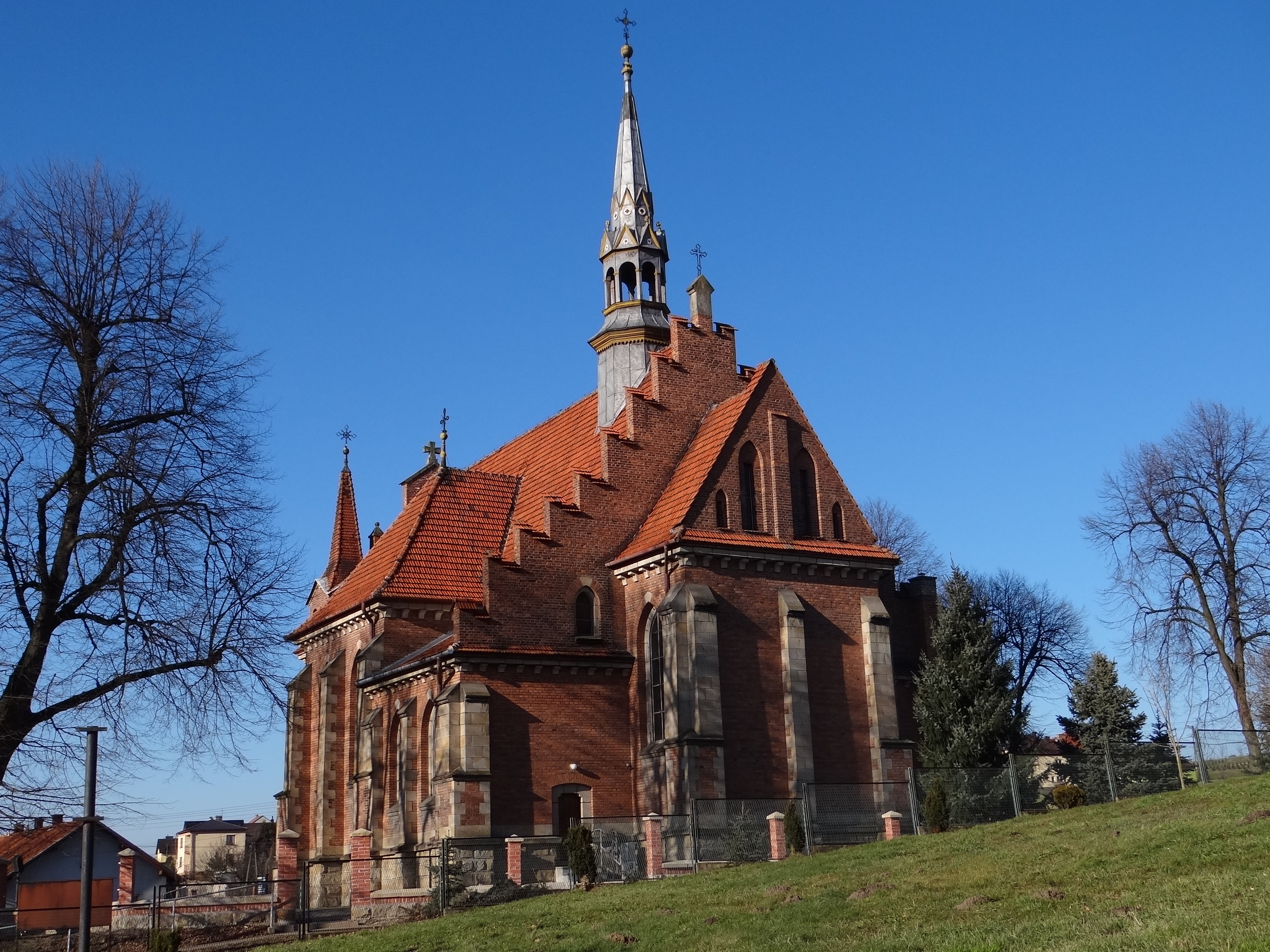
Kościół w Łapczycy

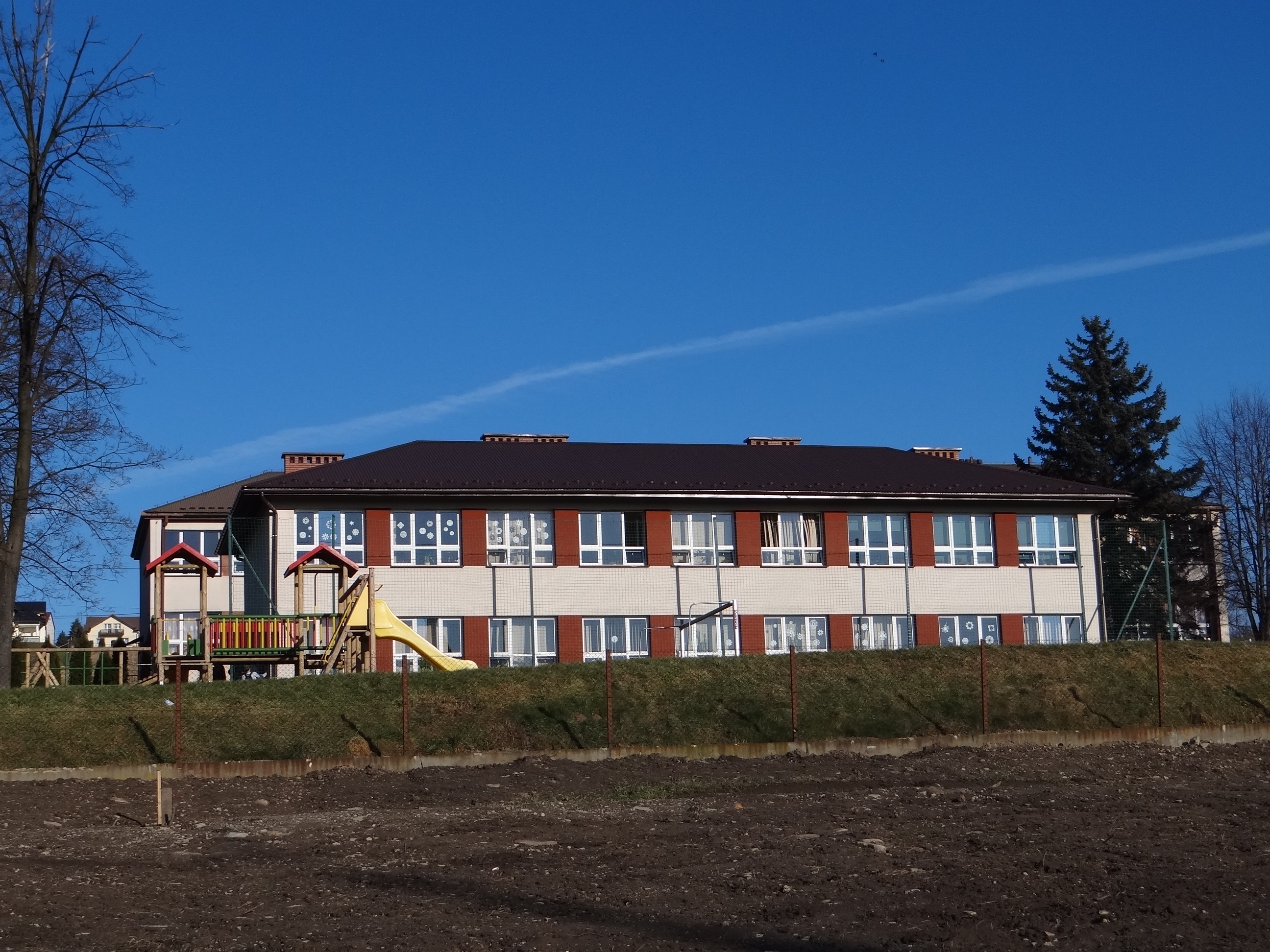
Zespół szkół w Łapczycy

Łapczyca – wieś w Polsce położona w województwie małopolskim, w powiecie bocheńskim, w gminie Bochnia.
Północna część miejscowości od Górnego Gościńca leży na Podgórzu Bocheńskim, a na południe od „Górnego Gościńca” należy do Pogórza Wiśnickiego.
Wieś opactwa benedyktynów tynieckich w powiecie szczyrzyckim województwa krakowskiego w końcu XVI wieku.
W roku 2021 we wsi mieszkało 2170 osób, z czego 51,3% mieszkańców stanowiły kobiety, a 48,7% mężczyźni.
Integralne części wsi:
- przysiółki: Błonie, Dębina, Górny Gościniec, Granice, Podlesie Drugie, Podlesie Pierwsze, Ulica, Zajanie;
- części wsi: Bagna, Brzeg, Jaroszów, Kleparz, Machowiec, Podlesie, Podrabie, Przyłanki, Raj, Święta, Urwaniec.

## Przyroda i turystyka
W Łapczycy są bardzo dobre warunki do uprawiania turystyki pieszej oraz rowerowej. Na północy rozpościera się Puszcza Niepołomicka, a na południu Pogórza oraz Beskidy. Z Górnego Gościńca, z okolic starego kościoła kazimierzowskiego przy dobrej pogodzie widoczna jest panorama Tatr.
Południowo-wschodnia część miejscowości znajduje się w Obszarze Chronionego Krajobrazu Zachodniego Pogórza Wiśnickiego.
Trasa szlaku turystycznego Via Regia Antiqua prowadzi przez tzw. Górny Gościniec wiodący z Bochni przez Łapczycę do Chełmu. Z łapczyckich wzgórz można podziwiać zakole rzeki Raby i Puszczę Niepołomicką .
Przy szlaku znajdują się
- kościół gotycki z 1340 roku ufundowany przez Króla Kazimierza Wielkiego – jak mówi legenda – jako pokuta za miłosne związki z Esterką, śliczną Żydówką z Kazimierza. Od 1849 roku corocznie z Bochni do łapczyckiego kościoła odbywa się pielgrzymka na pamiątkę cudownego ocalenia miasta od epidemii cholery[11] ;
- kościół pw. św. Anny z 1933 roku – o bogatym detalu architektonicznym, neogotyckim i eklektycznym. Murowany z cegły z użyciem kamienia, jednonawowy, z dwiema kaplicami o charakterze transeptu;
- szlak Via Regia Antiqua jest idealnym miejscem wycieczek pieszo–rowerowych oraz imprez plenerowych (od kilku lat rozgrywane są tu Krakowskie Zawody Balonowe).

## Historia

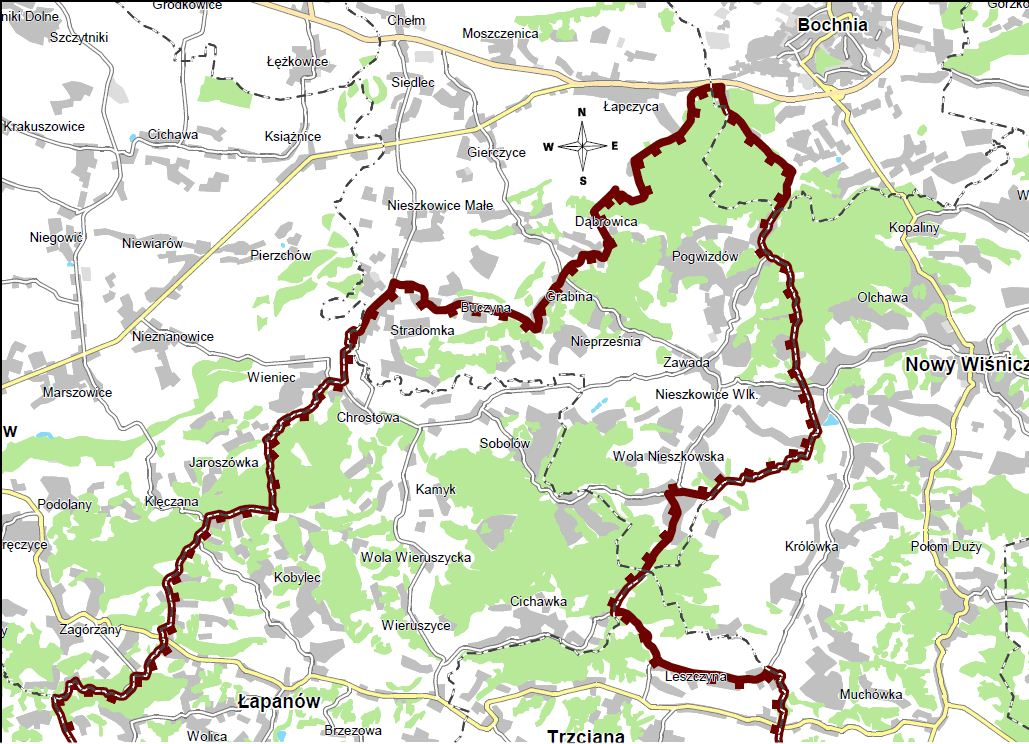
Obszar Chronionego Krajobrazu Zachodniego Pogórza Wiśnickiego

Łapczyca to jedna z najstarszych miejscowości w Polsce południowej. Już w XI–XIII wieku funkcjonował tu gród plemienny i osada książęca, położone niedaleko Raby. Pozostałości grodziska w Łapczycy położone są na jednym z cyplowatych wyniesień północnej krawędzi Pogórza Wielickiego, które tworzy w tym miejscu południowe zamknięcie doliny Raby, płynącej ok. 100 metrów od północnego krańca grodziska. Grodziszcze ulokowane jest na wyodrębnionym cyplu, w obrębie wałów pierwotnie posiadało około 1 ha powierzchni. Mieszkańcy grodu oprócz uprawy ziemi zajmowali się również pozyskiwaniem soli z miejscowych słonych źródeł. O powstaniu szybko rozwijającej się osady zadecydowało także jej położenie przy prastarym trakcie handlowym biegnącym z Węgier do Krakowa – tzw. Szlaku Bursztynowym, zwanym później Królewskim – Via Regia Antiqua. Dzisiaj, ta droga, z racji jej przebiegu grzbietami łapczyckich wzgórz, nosi nazwę Górnego Gościńca.
Pierwsze wzmianki źródłowe o Łapczycy pochodzą z dokumentu z lat 1123–1125, w którym kardynał Idzi zatwierdził nadania monarsze dla klasztoru benedyktynów w Tyńcu. Jest mowa m.in. o nadaniu mnichom tynieckim w roku 1105 Łapczycy („Labscicia”) z Kolanowem i solą, przez królową Judytę (drugą żonę Władysław Hermana).
W 1229 roku osada była już dobrze zorganizowana – znajdował się tu targ i karczma. W 1288 roku książę Leszek Czarny nadał wsi prawo niemieckie, co oznaczało m.in. powstanie lokalnego samorządu na czele z sołtysem i ławą wiejską.
Czasy panowania króla Kazimierza Wielkiego zaznaczyły się w Łapczycy wzniesieniem murowanego kościoła gotyckiego pw. Narodzenia Najświętszej Marii Panny oraz zwiększeniem ruchu handlowego na trakcie węgierskim. O znaczeniu ówczesnej Łapczycy świadczy fakt, że od 1356 roku jej sołtysi zasiadali w sądzie wyższym prawa niemieckiego na zamku w Krakowie. W roku 1379 opat tyniecki Wojciech odsprzedał część wsi (przy granicy z Kolanowem) szlacheckiej rodzinie Goździów pochodzących z Chronowa. Przedstawiciele tego rodu w XV w. toczyli burzliwe spory o ziemię i świadczenia z opatem tynieckim i plebanem łapczyckim. Z kolei sołtysi Łapczycy wywodzili się z rodu Gierczyckich, właścicieli sąsiednich Gierczyc.
Sporo wiadomości o średniowiecznej Łapczycy zapisał Jan Długosz w swoim dziele Liber beneficiorum z lat 1470–1480. Według Długosza we wsi było 30 łanów, w tym 6 sołtysich, 3 karczmy i młyn sołtysa na Rabie. Mieszkańcy wsi składali klasztorowi tynieckiemu daninę w wysokości 30 jaj, 2 koguty, 2 sery, a w czasie przyjazdu do wsi opata zapewniali mu wyżywienie dając m.in. 30 achtli piwa. Oprócz tego oczywiście pracowali na polach klasztornych. W 1529 roku większość świadczeń w naturze zamieniono na rentę pieniężną, stąd klasztor tyniecki pobierał ze wsi 28 grzywien czynszu, 1 grzywnę „krownego”, 40 groszy za 24 korce daniny w owsie.
W XVI w. do Łapczycy na krótko zawitali bracia polscy. Wiadomo, że ok. 1570 roku nauki braci polskich wygłaszano w domu sołtysa Maciejowskiego, drobnego szlachcica, który propagował wierzenia wśród ludności wiejskiej korzystając z pomocy księdza Jana Tobiasza, miejscowego wikarego. W drugiej połowie wieku, a może i wcześniej, w Łapczycy działała szkoła parafialna. W 1597 r. prowadził ją Jan Drozd, a na parafianach spoczywał obowiązek naprawy budynku szkolnego.
W czasach zaborów Austriacy odebrali Łapczycę klasztorowi tynieckiemu i przyłączyli ją, podobnie jak i inne okoliczne wsie, do dóbr kameralnego urzędu gospodarczego z siedzibą w Niepołomicach. W drugiej połowie XVIII w. zaborcy wytyczyli też nową drogę, tzw. „trakt cesarski do Wiednia”, która biegła podobnie jak dzisiejsza droga nr 4, z tym że, na końcu Łapczycy skręcała na południe i biegła na Gdów, Wieliczkę i dalej do Krakowa. W XIX w. wieś stała się znana także z corocznych pielgrzymek bochnian do starego kazimierzowskiego kościoła. Pierwsza taka pielgrzymka odbyła się w 1849 roku i dzięki niej miała ustąpić epidemia cholery w Bochni. Według danych z 1884 roku Łapczycę zamieszkiwało 1412 mieszkańców, w tym 40 Żydów.
Wiek XX przyniósł Łapczycy ciężkie lata I i II wojny światowej, ale i też budowę wielu obiektów publicznych. Najważniejszy z nich to nowy kościół parafialny, wybudowany w 1933 roku według projektu architekta, Jana Sasa-Zubrzyckiego. W latach powojennych powstała nowa szkoła podstawowa im. Marii Skłodowskiej-Curie, Dom Ludowy, przedszkole; doprowadzono prąd, gaz, wodę, telefon.
Chwalebną kartę w dziejach Łapczycy i całego regionu bocheńskiego zapisał chłopski syn Józef Chwałkowski, który będąc jeszcze uczniem bocheńskiego gimnazjum wyruszył do powstania styczniowego i zginął w 1863 roku. Jego bohaterstwo upamiętnia kamienny obelisk, ufundowany przez mieszkańców wsi w 1913 roku, a odnowiony staraniem miejscowego oddziału Związku Strzeleckiego w 1934 roku.
W latach 1954–1968 wieś należała i była siedzibą władz gromady Łapczyca, po jej zniesieniu w gromadzie Bochnia-Zachód. W latach 1975–1998 miejscowość administracyjnie należała do województwa tarnowskiego.
Obecnie w Łapczycy funkcjonuje jedyna w Małopolsce warzelnia soli, bazująca na czynnym odwiercie solankowym. Występują tu też wody geotermalne.
W 2018 roku rozpoczęto budowę największej w obrębie Gminy Bochnia hali widowiskowo-sportowej.

## Transport
- Droga krajowa nr 94: Zgorzelec – Legnica – Wrocław – Opole – Bytom – Kraków – Tarnów – Rzeszów – Korczowa
- Droga krajowa nr 75: Kraków – Brzesko – Nowy Sącz – Muszynka – granica państwa
- Droga wojewódzka nr 967: Myślenice – Łapczyca

## Zabytki

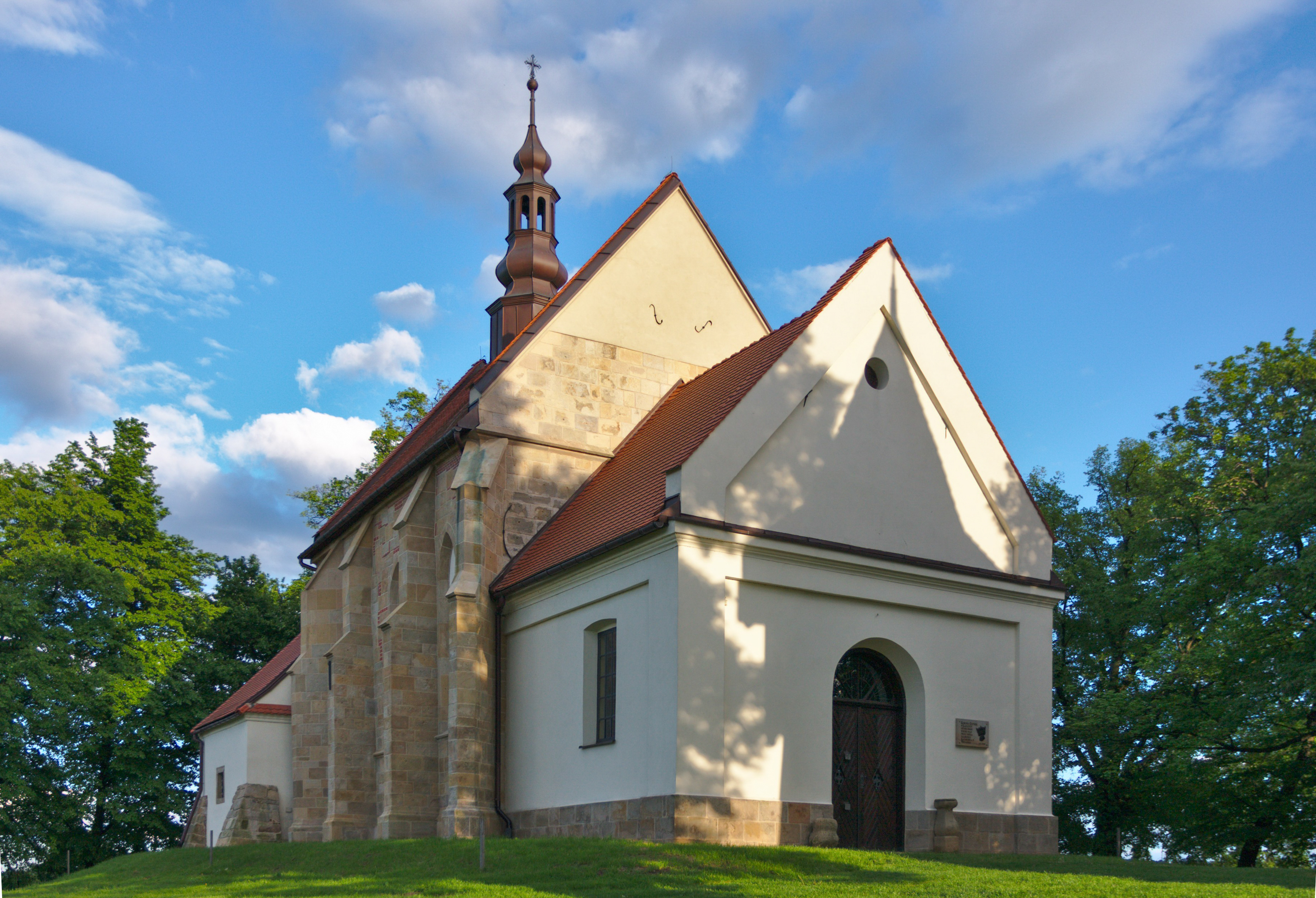
Kościół Narodzenia Najświętszej Marii Panny

Obiekty wpisane do rejestru zabytków nieruchomych województwa małopolskiego.
- Kościół parafialny pw. św. Anny;
- kościół filialny pw. Narodzenia NMP(inne języki) (dawniej parafialny), drewniana dzwonnica(inne języki) z otoczeniem i starodrzewiem;
- spichlerz w zagrodzie nr 81(inne języki).

Inne
- Pomnik Józefa Chwałkowskiego, ochotnika, uczestnika powstania styczniowego[16] .

## Parafia
Parafia w Łapczycy istniała na pewno w I poł. XIV w. Pierwszy murowany kościół pw. Narodzenia NMP zbudowano w 1340 roku z fundacji króla Kazimierza Wielkiego. Według miejscowej tradycji wzniesiony został jako akt ekspiacji króla za utrzymywanie związków z praską mieszczką Krystyną Rokiczanką. Stary kościół leżał jednak na uboczu i zaczął powoli podupadać po wzniesieniu kaplicy św. Anny. Drewniana kaplica powstała między rokiem 1501 a 1509 przy trakcie wiodącym z Krakowa do Bochni i dalej na Ruś. W 1728 roku kaplica uległa zniszczeniu w wyniku pożaru i w 1733 roku została odbudowana. W 1933 roku na jej miejscu wzniesiono obecny kościół według projektu 
Jana Sasa-Zubrzyckiego. Obiekt konsekrował bp tarnowski Franciszek Lisowski.
Kościół neogotycki o bogatym detalu architektonicznym, neogotyckim i eklektycznym. Murowany z cegły z użyciem kamienia. Jednonawowy, z dwiema kaplicami o charakterze transeptu. Wnętrze nakryte stropem. Na zewnątrz kościół opięty jest przyporami i obwiedziony fryzem krenelażowym. Fasada zachodnia ujęta w dwie wieżyczki, czworoboczne, nakryte ostrosłupowymi hełmami. Między nimi duży portal uskokowy, zamknięty półkoliście. W górnej części trójkątny szczyt zwieńczony krzyżem. Elewacja wschodnia zwieńczona trójkątnym szczytem z lancetowatymi wnękami okiennymi. Nad nawą i prezbiterium dachy dwuspadowe, przedzielone schodkowym szczytem, kryte dachówką. Nad nawą ostrosłupowa wieżyczka na sygnaturkę z latarnią. Polichromia figuralna malowana przez Waleriana Kasprzyka i Zbigniewa Wójcickiego w 1956 roku.
Ołtarze neogotyckie z czasu budowy kościoła. W ołtarzu głównym obraz św. Anny Samotrzeć, barokowy z XVII w., pochodzący z kaplicy św. Anny. Dwa ołtarze boczne: w lewym obraz Matki Boskiej Częstochowskiej, w prawym rzeźba św. Józefa. Ambona neogotycka z płaskorzeźbami czterech ewangelistów na korpusie, nakryta baldachimem, zwieńczonym pinaklem. Krucyfiks w tęczy barokowy z XVIII w.